# Хабард (Тексас)
Хабард (енгл. Hubbard) град је у америчкој савезној држави Тексас. По попису становништва из 2010. у њему је живело 1.423 становника.

## Демографија
Према попису становништва из 2010. у граду је живело 1.423 становника, што је 163 (10,3%) становника мање него 2000. године.
| Група             | 2000.         | 2010.         |
| Белци             | 1.160 (73,1%) | 1.069 (75,1%) |
| Афроамериканци    | 330 (20,8%)   | 235 (16,5%)   |
| Азијати           | 3 (0,2%)      | 6 (0,4%)      |
| Хиспаноамериканци | 63 (4,0%)     | 94 (6,6%)     |
| Укупно            | 1.586         | 1.423         |